# Hakim Ziyech
Hakim Ziyech (Dronten, 19 maart 1993) is een Nederlands-Marokkaans voetballer die als aanvallende middenvelder en als vleugelaanvaller uit de voeten kan. Ziyech debuteerde in 2015 in het Marokkaans voetbalelftal.

## Biografie
Ziyech is de jongste van een gezin met negen kinderen en groeide op in Dronten. Zijn vader kwam als gastarbeider vanuit Tafoughalt naar Nederland. Zijn vader leed aan multiple sclerose (een aandoening aan het centrale zenuwstelsel) en overleed toen Hakim tien jaar oud was.

## Clubcarrière

### sc Heerenveen
Ziyech begon bij Reaal Dronten, ging daarna naar ASV Dronten en maakte in 2004 de overstap naar Voetbalacademie Heerenveen/Emmen waardoor hij verhuisde naar een gastgezin in Heerenveen.
Hij debuteerde voor sc Heerenveen op 2 augustus 2012 in de thuiswedstrijd in de derde kwalificatieronde voor de UEFA Europa League tegen Rapid Boekarest. Op 12 augustus 2012 maakte Ziyech zijn Eredivisie-debuut tegen N.E.C. Hij werd door trainer Marco van Basten in de rust gewisseld en vervolgens gestald bij de beloften, volgens Ziyech zonder enige uitleg. In zijn eerste seizoen speelde hij maar een beperkt aantal wedstrijden voor het eerste van sc Heerenveen.
In het seizoen 2013/14 brak hij alsnog door. Volgens Ziyech had zijn doorbraak veel sneller kunnen verlopen als Marco van Basten het anders zou hebben aangepakt. Aan het einde van het seizoen werd hij door de club gekozen tot speler van het jaar.

### FC Twente
In zowel de eerste als tweede competitiewedstrijd van het seizoen 2014/15 was Ziyech trefzeker voor sc Heerenveen. Op 17 augustus 2014 nam FC Twente Ziyech over van sc Heerenveen. FC Twente troefde daarmee onder meer Feyenoord af, dat Ziyech ook een aanbod deed. In het seizoen 2014/15 was hij de speler in de Eredivisie met de meeste assists en scoorde hij elf keer.
In de voorbereiding op seizoen 2015/16 werd Ziyech door FC Twente-trainer Alfred Schreuder tot aanvoerder van het elftal gemaakt. Ziyech was woedend toen FC Twente Schreuder, met wie hij een goede band heeft, in augustus ontsloeg. Zijn aanvoerdersband werd hem op 4 januari 2016 ontnomen door technisch directeur Ted van Leeuwen vanwege uitspraken in een interview in De Volkskrant. Aan het eind van seizoen 2015/16 was de relatie tussen Ziyech en zijn club moeizaam. Toen FC Twente in 2018 degradeerde, gaf Ziyech aan daar geen gevoel bij te hebben. In de twee seizoenen die hij voor Twente speelde, speelde hij 68 wedstrijden in de Eredivisie en maakte hij dertig doelpunten.

### Ajax
Hoewel Ziyech niet op het verlanglijstje van Ajax stond, werd hij na enkele teleurstellende resultaten alsnog snel vastgelegd. Op 30 augustus 2016 tekende hij een vijfjarig contract bij de Amsterdamse club. Ziyech koos er bewust voor om nog een tussenstap in Nederland te maken, voordat hij naar het buitenland zou gaan. Hij hoopte bij Ajax een nog completere voetballer te zullen worden, door verbetering van het verdedigende aspect van zijn spel. Ziyech maakte op 11 september 2016 zijn officiële debuut voor Ajax in een thuiswedstrijd tegen Vitesse. Hij was in deze wedstrijd de aangever op het enige doelpunt van Nick Viergever, waarmee Ajax de wedstrijd met 1–0 wist te winnen. In zijn eerste Europese wedstrijd voor Ajax, uit tegen Panathinaikos, werd hij na twee gele kaarten uit het veld gestuurd. In totaal zou hij dat seizoen dertien Europese wedstrijden spelen in de UEFA Europa League, waaronder de finale tegen Manchester United.
Seizoen 2017/18 verliep voor Ziyech voorspoedig in de Eredivisie met negen doelpunten en vijftien assists. Hij was een creatieve spelverdeler die met risicovol spel veel kansen en openingen creëerde. Hierdoor werd hij opnieuw de speler met het hoogste aantal assists in de Eredivisie. Het balverlies dat hier mee gepaard ging, riep wel discussie op over de vraag of hij niet te veel risico nam en leidde soms tot kritiek door een deel van de eigen supporters. Deze kritiek werd versterkt door gemiste vrije trappen. Daar stond tegenover dat hij zich in dit seizoen wist te verbeteren als balveroveraar. Zelf stelde Ziyech in reactie op de kritiek op zijn spel: Het creatieve in mijn spel, dat is mijn kwaliteit. En als het fout gaat, so be it. Daar heb ik echt lak aan. Dan ga ik niet opeens bij een volgende bal geen risico meer nemen. Aan het eind van het seizoen stelde Ziyech dat hij in Nederland was uitgeleerd en dat hij openstond voor een transfer naar het buitenland. Na afloop van dit seizoen werd hij verkozen tot Nederlands voetballer van het jaar. Ziyech was verrast toen de supporters hem kozen tot beste speler van het jaar (Ajacied van het jaar), omdat hij regelmatig kritiek had ontvangen van een deel van de supporters. Toch was het seizoen niet erg succesvol, omdat Ajax geen landskampioen werd en geen Europees voetbal speelde, omdat het WK 2018 voor hem matig verliep en omdat de transfer waar hij op hoopte uitbleef. AS Roma toonde belangstelling, maar zag af van een transfer. Het seizoen werd overschaduwd door het uitvallen van Abdelhak Nouri aan het begin van het seizoen.
Aan het begin van seizoen 2018/19 raakte Ziyech zijn rugnummer 10 tegen zijn zin kwijt aan de aangetrokken Dušan Tadić, maar voetballend had Ziyech een zeer goede klik met Tadić. Ajax bood hem een verbeterd contract aan. Hoewel hij eigenlijk had willen vertrekken, was hij blij dat hij nog bij Ajax speelde. De verstandhouding tussen de Ajax-fans en Ziyech verbeterde sterk. Waar hij in zijn eerste twee seizoenen bij Ajax meestal als centrale of aanvallende middenvelder (nummer 10) werd opgesteld, had hij dit seizoen meestal een vrije rol als rechtsbuiten. Op 16 december maakte hij zijn eerste hattrick ooit, in een wedstrijd tegen De Graafschap. De winst van de KNVB Beker op 5 mei 2019 betekende voor Ziyech de eerste clubprijs in zijn carrière. Dit seizoen maakte Ziyech zijn debuut in de UEFA Champions League en bereikte meteen de halve finale. Zijn eerste doelpunt in dit toernooi maakte hij in de achtste finale, thuis tegen Real Madrid. Toen Ajax op 5 maart 2019 Real Madrid uitschakelde in de achtste finales, mede door doelpunten van Ziyech in beide wedstrijden, bestempelde hij dit tot het voorlopige hoogtepunt in zijn carrière. Ziyech scoorde ook in de halve finale tegen Tottenham Hotspur, maar kon uitschakeling daarmee niet voorkomen. De UEFA verkoos hem tot de twintig beste spelers van het UEFA Champions League-seizoen. Politicus Lodewijk Asscher startte een petitie om Ziyech voor Ajax te behouden. Op 15 mei 2019 behaalde Ziyech zijn eerste landstitel. Een dag later werd bekendgemaakt dat de supporters hem voor de tweede keer hadden verkozen tot Ajacied van het jaar.
Omdat Ziyech tevreden was bij Ajax, speelde hij ook in seizoen 2019/20 nog bij deze club. In de groepsfase van de UEFA Champions League gaf hij van alle spelers de meeste assists. Op 2 oktober 2019 maakte hij in de uitwedstrijd tegen Valencia CF een doelpunt dat hij zelf het mooiste doelpunt in zijn carrière noemde. Het spel van Ziyech bleef een spel van uitersten, hij creëerde de meeste kansen in de Eredivisie, maar leed ook het meeste balverlies. Het al bestaande goede samenspel tussen Ziyech en Tadic werd aangevuld met goed samenspel tussen Ziyech en nieuwe speler Quincy Promes. Eind oktober 2019 keerde Ziyech na een reeks tactische wijzigingen in de opstelling terug op de positie van aanvallende middenvelder (nummer 10). In december plaatste The Guardian Ziyech op positie 29 in de lijst van 100 beste mannelijke voetballers in de wereld. Door de coronacrisis kwam na de wedstrijd tegen sc Heerenveen op 7 maart een abrupt einde aan de vier seizoenen die Ziyech voor Ajax speelde. In mei werd hij voor de derde keer op rij verkozen tot Ajacied van het jaar.

### Chelsea
Op 13 februari 2020 maakte Ajax de transfer bekend van Ziyech naar Chelsea. De transfer vond per 1 juli 2020 plaats. De transfersom was 40 miljoen euro en kon middels variabelen oplopen tot 44 miljoen euro. Onder trainer Frank Lampard kon Ziyech doorgaans rekenen op een basisplaats, mits hij fit was. Zijn opvolger Thomas Tuchel gaf hem minder speeltijd, omdat Ziyech zich volgens Tuchel nog niet helemaal zou hebben aangepast aan de intensiteit van de Premier League. Ziyech won met Chelsea op 29 mei 2021 de finale van de UEFA Champions League door Manchester City te verslaan. In de finale speelde hij niet, maar de bijdrage van Ziyech bestond uit optredens in tien van de dertien wedstrijden en twee doelpunten. Op 11 augustus 2021 werd vervolgens tegen UEFA Europa League-winnaar Villarreal de strijd om de UEFA Super Cup gewonnen nadat een uiteindelijke strafschoppenreeks (6–5 winst) de doorslag gaf. Ziyech was verantwoordelijk voor het enige Chelsea-doelpunt (zevenentwintigste minuut) in de reguliere speeltijd. Op 12 februari 2022 wist Ziyech met Chelsea voor de eerste keer in de clubhistorie het FIFA WK voor clubs te winnen door CONMEBOL Libertadores-winnaar Palmeiras in de finale te verslaan. In de reguliere speeltijd leverde de finale na een 1–1 gelijkspel geen winnaar op; Kai Havertz benutte in de zevenentwintigste minuut van de extra speeltijd een strafschop.

### Galatasaray
Op 20 augustus 2023 maakte Galatasaray bekend dat Ziyech verhuurd werd vanuit Londen aan de Turkse grootmacht.

## Clubstatistieken
| Seizoen | Club          | Competitie     | Competitie | Competitie | Competitie | Beker | Beker | Beker | Internationaal | Internationaal | Internationaal | Totaal | Totaal | Totaal |
| Seizoen | Club          | Competitie     | Wed.       | Dlp.       | Ass.       | Wed.  | Dlp.  | Ass.  | Wed.           | Dlp.           | Ass.           | Wed.   | Dlp.   | Ass.   |
| ------- | ------------- | -------------- | ---------- | ---------- | ---------- | ----- | ----- | ----- | -------------- | -------------- | -------------- | ------ | ------ | ------ |
| 2012/13 | sc Heerenveen | Eredivisie     | 5          | 0          | 0          | 1     | 0     | 0     | 2              | 0              | 1              | 8      | 0      | 1      |
| 2013/14 | sc Heerenveen | Eredivisie     | 33         | 9          | 10         | 3     | 2     | 0     | —              | —              | —              | 36     | 11     | 10     |
| 2014/15 | sc Heerenveen | Eredivisie     | 2          | 2          | 0          | 0     | 0     | 0     | —              | —              | —              | 2      | 2      | 0      |
| 2014/15 | FC Twente     | Eredivisie     | 31         | 11         | 15         | 5     | 4     | 2     | 2              | 0              | 0              | 38     | 15     | 17     |
| 2015/16 | FC Twente     | Eredivisie     | 33         | 17         | 12         | 1     | 0     | 0     | —              | —              | —              | 34     | 17     | 12     |
| 2016/17 | FC Twente     | Eredivisie     | 4          | 2          | 1          | 0     | 0     | 0     | —              | —              | —              | 4      | 2      | 1      |
| 2016/17 | Ajax          | Eredivisie     | 28         | 7          | 12         | 1     | 1     | 2     | 13             | 2              | 5              | 42     | 10     | 19     |
| 2017/18 | Ajax          | Eredivisie     | 34         | 9          | 17         | 1     | 0     | 0     | 4              | 0              | 1              | 39     | 9      | 18     |
| 2018/19 | Ajax          | Eredivisie     | 29         | 17         | 17         | 3     | 0     | 3     | 17             | 5              | 4              | 49     | 22     | 24     |
| 2019/20 | Ajax          | Eredivisie     | 21         | 6          | 13         | 3     | 0     | 0     | 11             | 3              | 7              | 35     | 9      | 20     |
| 2020/21 | Chelsea       | Premier League | 23         | 2          | 3          | 6     | 2     | 1     | 10             | 2              | 0              | 39     | 6      | 4      |
| 2021/22 | Chelsea       | Premier League | 23         | 4          | 3          | 9     | 2     | 1     | 12             | 2              | 2              | 44     | 8      | 6      |
| 2022/23 | Chelsea       | Premier League | 18         | 0          | 3          | 2     | 0     | 0     | 4              | 0              | 0              | 24     | 0      | 3      |
| 2023/24 | → Galatasaray | Süper Lig      | 18         | 6          | 3          | 0     | 0     | 0     | 5              | 2              | 1              | 23     | 8      | 4      |
| 2024/25 | Galatasaray   | Süper Lig      | 5          | 0          | 1          | 1     | 0     | 0     | 5              | 0              | 0              | 11     | 0      | 1      |
| 2024/25 | Al-Duhail     | Stars League   | 4          | 0          | 0          | 0     | 0     | 0     | 0              | 0              | 0              | 4      | 0      | 0      |
| TOTAAL  | TOTAAL        | TOTAAL         | 311        | 92         | 110        | 35    | 11    | 9     | 85             | 16             | 21             | 432    | 119    | 140    |

Bijgewerkt tot en met 3 maart 2025.
UEFA Champions League
| UEFA Champions League-wedstrijden van Hakim Ziyech voor AFC Ajax | UEFA Champions League-wedstrijden van Hakim Ziyech voor AFC Ajax | UEFA Champions League-wedstrijden van Hakim Ziyech voor AFC Ajax | UEFA Champions League-wedstrijden van Hakim Ziyech voor AFC Ajax | UEFA Champions League-wedstrijden van Hakim Ziyech voor AFC Ajax | UEFA Champions League-wedstrijden van Hakim Ziyech voor AFC Ajax | UEFA Champions League-wedstrijden van Hakim Ziyech voor AFC Ajax |
| №                                                                | Datum                                                            | Wedstrijd                                                        | Uitslag                                                          | Competitie                                                       | Doelpunten                                                       | Assists                                                          |
| Als speler bij Ajax                                              | Als speler bij Ajax                                              | Als speler bij Ajax                                              | Als speler bij Ajax                                              | Als speler bij Ajax                                              | Als speler bij Ajax                                              | Als speler bij Ajax                                              |
| ---------------------------------------------------------------- | ---------------------------------------------------------------- | ---------------------------------------------------------------- | ---------------------------------------------------------------- | ---------------------------------------------------------------- | ---------------------------------------------------------------- | ---------------------------------------------------------------- |
| 1.                                                               | 19 september 2018                                                | AEK Athene – Ajax                                                | 0 – 3                                                            | UEFA Champions League 2018/19                                    |                                                                  |                                                                  |
| 2.                                                               | 2 oktober 2018                                                   | Bayern München – Ajax                                            | 1 – 1                                                            | UEFA Champions League 2018/19                                    |                                                                  |                                                                  |
| 3.                                                               | 23 oktober 2018                                                  | Ajax – Benfica                                                   | 1 – 0                                                            | UEFA Champions League 2018/19                                    |                                                                  |                                                                  |
| 4.                                                               | 7 november 2018                                                  | Benfica – Ajax                                                   | 1 – 1                                                            | UEFA Champions League 2018/19                                    |                                                                  | 1x                                                               |
| 5.                                                               | 12 december 2018                                                 | Ajax – Bayern München                                            | 3 – 3                                                            | UEFA Champions League 2018/19                                    |                                                                  |                                                                  |
| 6.                                                               | 13 februari 2019                                                 | Ajax – Real Madrid                                               | 1 – 2                                                            | UEFA Champions League 2018/19                                    | 75'                                                              |                                                                  |
| 7.                                                               | 5 maart 2019                                                     | Real Madrid – Ajax                                               | 1 – 4                                                            | UEFA Champions League 2018/19                                    | 7'                                                               |                                                                  |
| 8.                                                               | 10 april 2019                                                    | Ajax – Juventus                                                  | 1 – 1                                                            | UEFA Champions League 2018/19                                    |                                                                  |                                                                  |
| 9.                                                               | 16 april 2019                                                    | Juventus – Ajax                                                  | 1 – 2                                                            | UEFA Champions League 2018/19                                    |                                                                  | 1x                                                               |
| 10.                                                              | 30 maart 2019                                                    | Tottenham Hotspur – Ajax                                         | 0 – 1                                                            | UEFA Champions League 2018/19                                    |                                                                  | 1x                                                               |
| 11.                                                              | 8 mei 2019                                                       | Ajax – Tottenham Hotspur                                         | 2 – 3                                                            | UEFA Champions League 2018/19                                    | 35'                                                              | 1x                                                               |
| 12.                                                              | 17 september 2019                                                | Ajax – Lille OSC                                                 | 3 – 0                                                            | UEFA Champions League 2019/20                                    |                                                                  | 1x                                                               |
| 13.                                                              | 2 oktober 2019                                                   | Valencia CF – Ajax                                               | 0 – 3                                                            | UEFA Champions League 2019/20                                    | 8'                                                               |                                                                  |
| 14.                                                              | 23 oktober 2019                                                  | Ajax – Chelsea                                                   | 0 – 1                                                            | UEFA Champions League 2019/20                                    |                                                                  |                                                                  |
| 15.                                                              | 5 november 2019                                                  | Chelsea – Ajax                                                   | 4 – 4                                                            | UEFA Champions League 2019/20                                    | 35'                                                              | 2x                                                               |
| 16.                                                              | 27 november 2019                                                 | Lille OSC – Ajax                                                 | 0 – 2                                                            | UEFA Champions League 2019/20                                    | 2'                                                               | 1x                                                               |
| 17.                                                              | 10 december 2019                                                 | Ajax – Valencia CF                                               | 0 – 1                                                            | UEFA Champions League 2019/20                                    |                                                                  |                                                                  |

| UEFA Champions League-wedstrijden van Hakim Ziyech voor Chelsea FC | UEFA Champions League-wedstrijden van Hakim Ziyech voor Chelsea FC | UEFA Champions League-wedstrijden van Hakim Ziyech voor Chelsea FC | UEFA Champions League-wedstrijden van Hakim Ziyech voor Chelsea FC | UEFA Champions League-wedstrijden van Hakim Ziyech voor Chelsea FC | UEFA Champions League-wedstrijden van Hakim Ziyech voor Chelsea FC | UEFA Champions League-wedstrijden van Hakim Ziyech voor Chelsea FC |
| №                                                                  | Datum                                                              | Wedstrijd                                                          | Uitslag                                                            | Competitie                                                         | Doelpunten                                                         | Assists                                                            |
| Als speler bij Chelsea FC                                          | Als speler bij Chelsea FC                                          | Als speler bij Chelsea FC                                          | Als speler bij Chelsea FC                                          | Als speler bij Chelsea FC                                          | Als speler bij Chelsea FC                                          | Als speler bij Chelsea FC                                          |
| ------------------------------------------------------------------ | ------------------------------------------------------------------ | ------------------------------------------------------------------ | ------------------------------------------------------------------ | ------------------------------------------------------------------ | ------------------------------------------------------------------ | ------------------------------------------------------------------ |
| 1.                                                                 | 20 oktober 2020                                                    | Chelsea FC – Sevilla FC                                            | 0 – 0                                                              | UEFA Champions League 2020/21                                      |                                                                    |                                                                    |
| 2.                                                                 | 28 oktober 2020                                                    | Krasnodar – Chelsea FC                                             | 0 – 4                                                              | UEFA Champions League 2020/21                                      | 79'                                                                |                                                                    |
| 3.                                                                 | 4 november 2020                                                    | Chelsea FC – Stade Rennes                                          | 3 – 0                                                              | UEFA Champions League 2020/21                                      |                                                                    |                                                                    |
| 4.                                                                 | 24 november 2020                                                   | Stade Rennes – Chelsea FC                                          | 1 – 2                                                              | UEFA Champions League 2020/21                                      |                                                                    |                                                                    |
| 5.                                                                 | 2 december 2020                                                    | Sevilla FC – Chelsea FC                                            | 0 – 4                                                              | UEFA Champions League 2020/21                                      |                                                                    |                                                                    |
| 6.                                                                 | 23 februari 2021                                                   | Atletico Madrid – Chelsea FC                                       | 0 – 1                                                              | UEFA Champions League 2020/21                                      |                                                                    |                                                                    |
| 7.                                                                 | 17 maart 2021                                                      | Chelsea FC – Atletico Madrid                                       | 2 – 0                                                              | UEFA Champions League 2020/21                                      | 34'                                                                |                                                                    |
| 8.                                                                 | 7 april 2021                                                       | FC Porto – Chelsea FC                                              | 0 – 2                                                              | UEFA Champions League 2020/21                                      |                                                                    |                                                                    |
| 9.                                                                 | 13 april 2021                                                      | 1 Chelsea FC – FC Porto                                            | 0 – 1                                                              | UEFA Champions League 2020/21                                      |                                                                    |                                                                    |
| 10.                                                                | 27 april 2021                                                      | Real Madrid – Chelsea FC                                           | 1 – 1                                                              | UEFA Champions League 2020/21                                      |                                                                    |                                                                    |
| 11.                                                                | 5 mei 2021                                                         | Chelsea FC – Real Madrid                                           | 2 – 0                                                              | UEFA Champions League 2020/21                                      |                                                                    |                                                                    |
| 12.                                                                | 14 september 2021                                                  | Chelsea FC – Zenith Sint Petersburg                                | 1 – 0                                                              | UEFA Champions League 2021/22                                      |                                                                    |                                                                    |
| 13.                                                                | 29 september 2021                                                  | Juventus FC – Chelsea FC                                           | 1 – 0                                                              | UEFA Champions League 2021/22                                      |                                                                    |                                                                    |
| 14.                                                                | 2 november 2021                                                    | Malmö FF – Chelsea FC                                              | 0 – 1                                                              | UEFA Champions League 2021/22                                      | 56'                                                                |                                                                    |
| 15.                                                                | 23 november 2021                                                   | Chelsea FC – Juventus FC                                           | 4 – 0                                                              | UEFA Champions League 2021/22                                      |                                                                    | 1x                                                                 |
| 16.                                                                | 8 december 2021                                                    | Zenith Sint Petersburg – Chelsea FC                                | 3 – 3                                                              | UEFA Champions League 2021/22                                      |                                                                    |                                                                    |
| 17.                                                                | 22 februari 2022                                                   | Chelsea FC – Lille OSC                                             | 2 – 0                                                              | UEFA Champions League 2021/22                                      |                                                                    | 1x                                                                 |
| 18.                                                                | 16 maart 2022                                                      | Lille OSC – Chelsea FC                                             | 1 – 2                                                              | UEFA Champions League 2021/22                                      |                                                                    |                                                                    |
| 19.                                                                | 6 april 2022                                                       | Chelsea FC – Real Madrid                                           | 1 – 3                                                              | UEFA Champions League 2021/22                                      |                                                                    |                                                                    |
| 20.                                                                | 12 april 2022                                                      | Real Madrid - Chelsea FC                                           | 3 – 2                                                              | UEFA Champions League 2021/22                                      |                                                                    |                                                                    |
| 21.                                                                | 6 september 2022                                                   | Dinamo Zagreb – Chelsea FC                                         | 1 – 0                                                              | UEFA Champions League 2022/23                                      |                                                                    |                                                                    |
| 22.                                                                | 14 september 2022                                                  | Chelsea FC – Red Bull Salzburg                                     | 1 – 1                                                              | UEFA Champions League 2022/23                                      |                                                                    |                                                                    |
| 23.                                                                | 25 oktober 2022                                                    | Red Bull Salzburg – Chelsea FC                                     | 1 – 2                                                              | UEFA Champions League 2022/23                                      |                                                                    |                                                                    |
| 24.                                                                | 15 februari 2023                                                   | Borussia Dortmund – Chelsea FC                                     | 1 – 0                                                              | UEFA Champions League 2022/23                                      |                                                                    |                                                                    |

Bijgewerkt tot en met 16 augustus 2023

## Interlandcarrière

### Nederlandse jeugdelftallen
Ziyech debuteerde op 29 februari 2012 als jeugdinternational voor Nederland onder 19. Op die dag speelde Nederland onder 19 een vriendschappelijke interland tegen de leeftijdsgenoten van Zwitserland, die het met 0–3 won. Dit bleef de enige wedstrijd van Ziyech voor Nederland onder 19. Later dat jaar maakte hij ook zijn opwachting in Nederland onder 20, waarvoor hij in totaal drie interlands zou spelen. Datzelfde aantal interlands speelde Ziyech ook voor Jong Oranje, waar hij in 2013 zijn eerste speelminuten voor maakte. Een opvallende invalbeurt had Ziyech in de wedstrijd van Jong Oranje tegen de Schotten (6–1, 28 mei 2014). Nadat hij in de 76e minuut was ingevallen, scoorde hij in diezelfde minuut en twee minuten later nogmaals.
| Jeugdinterlands van Hakim Ziyech | Jeugdinterlands van Hakim Ziyech | Jeugdinterlands van Hakim Ziyech | Jeugdinterlands van Hakim Ziyech | Jeugdinterlands van Hakim Ziyech | Jeugdinterlands van Hakim Ziyech |
| Team (№ interlands)              | Datum                            | Wedstrijd                        | Uitslag                          | Soort Wedstrijd                  | Doelpunten                       |
| Als speler bij sc Heerenveen     | Als speler bij sc Heerenveen     | Als speler bij sc Heerenveen     | Als speler bij sc Heerenveen     | Als speler bij sc Heerenveen     | Als speler bij sc Heerenveen     |
| -------------------------------- | -------------------------------- | -------------------------------- | -------------------------------- | -------------------------------- | -------------------------------- |
| Onder 19 (1.)                    | 29 februari 2012                 | Zwitserland – Nederland          | 0 – 3                            | Vriendschappelijk                |                                  |
| Onder 20 (1.)                    | 8 september 2012                 | Turkije – Nederland              | 2 – 1                            | Vriendschappelijk                |                                  |
| Onder 20 (2.)                    | 15 oktober 2012                  | Nederland – Noorwegen            | 2 – 4                            | Vriendschappelijk                | 39'                              |
| Onder 20 (3.)                    | 6 februari 2013                  | Ierland – Nederland              | 3 – 0                            | Vriendschappelijk                |                                  |
| Onder 21 (1.)                    | 14 augustus 2013                 | Tsjechië – Nederland             | 1 – 0                            | Vriendschappelijk                |                                  |
| Onder 21 (2.)                    | 28 mei 2014                      | Schotland – Nederland            | 1 – 6                            | Kwalificatie EK 2015             | 76', 79'                         |
| Onder 21 (3.)                    | 3 juni 2014                      | Nederland – Luxemburg            | 3 – 1                            | Kwalificatie EK 2015             |                                  |

### Marokko

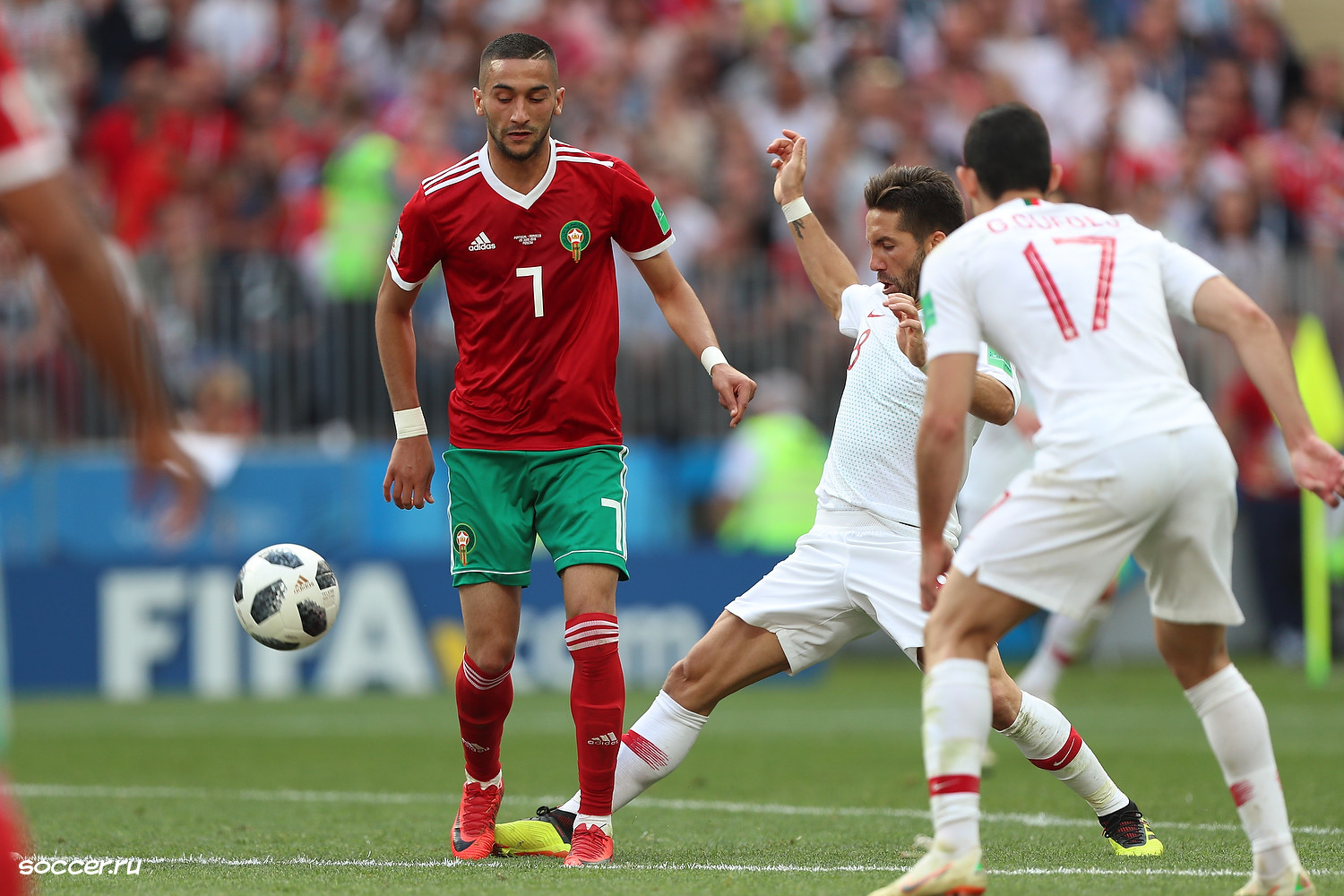
Ziyech tegen Portugal op het WK 2018.

In mei 2015 werd Ziyech door bondscoach Guus Hiddink uitgenodigd voor de voorlopige selectie voor een oefeninterland tegen de Verenigde Staten en een EK-kwalificatiewedstrijd tegen Letland. In de voorbereiding moest hij echter geblesseerd afhaken. Voor de interlands na de zomer werd hij door de nieuwe bondscoach Danny Blind niet geselecteerd.
Nadat Ziyech door de Marokkaanse bondscoach Badou Zaki werd uitgenodigd voor twee oefeninterlands van het Marokkaans voetbalelftal in oktober 2015, besloot hij definitief voor de Marokkaanse voetbalnationaliteit te kiezen.
Op 9 oktober 2015 debuteerde Ziyech voor Marokko, in een vriendschappelijke interland tegen Ivoorkust (0–1).
Zijn eerste doelpunt voor Marokko volgde in zijn zesde interland op 27 mei 2016. Op die dag speelde hij met Marokko een vriendschappelijke interland, thuis tegen Congo-Brazzaville. Ziyech was na vier minuten spelen verantwoordelijk voor de openingstreffer en scoorde na 55 minuten spelen ook de 2–0 vanaf de stip.
Hij raakte in conflict met de Marokkaanse bondscoach Hervé Renard, toen deze besloot hem niet op te nemen in de selectie voor het Afrikaans kampioenschap 2017. Later kreeg de speler van Ajax wel een oproep voor de interlands tegen Nederland en Kameroen, maar die liet hij schieten. Op 30 juni 2017 hadden beiden een verzoeningsgesprek in Amsterdam en tekenden zij de vrede. Ziyech kwalificeerde zich met Marokko voor het WK 2018 in Rusland. Daar speelde Ziyech alle drie de groepswedstrijden. Ook speelde Ziyech tijdens het Afrikaans kampioenschap 2019 in Egypte. In totaal kwam Ziyech daar vier keer in actie.
Wegens conflicten met de bondscoach van Marokko, Vahid Halilhodžić, besloot Ziyech in februari 2022 niet terug te keren bij het Marokkaans voetbalelftal. In het najaar van 2022 keerde Ziyech terug bij het Marokkaanse elftal. Hij speelde ook op het WK van dat jaar, waar het team tot de halve finales reikte.
| Interlands van Hakim Ziyech voor Marokko | Interlands van Hakim Ziyech voor Marokko | Interlands van Hakim Ziyech voor Marokko | Interlands van Hakim Ziyech voor Marokko | Interlands van Hakim Ziyech voor Marokko | Interlands van Hakim Ziyech voor Marokko | Interlands van Hakim Ziyech voor Marokko |
| №                                        | Datum                                    | Wedstrijd                                | Uitslag                                  | Competitie                               | Doelpunten                               | Assists                                  |
| Als speler bij FC Twente                 | Als speler bij FC Twente                 | Als speler bij FC Twente                 | Als speler bij FC Twente                 | Als speler bij FC Twente                 | Als speler bij FC Twente                 | Als speler bij FC Twente                 |
| ---------------------------------------- | ---------------------------------------- | ---------------------------------------- | ---------------------------------------- | ---------------------------------------- | ---------------------------------------- | ---------------------------------------- |
| 1.                                       | 9 oktober 2015                           | Marokko – Ivoorkust                      | 0 – 1                                    | Vriendschappelijk                        |                                          |                                          |
| 2.                                       | 12 oktober 2015                          | Marokko – Guinee                         | 1 – 1                                    | Vriendschappelijk                        |                                          |                                          |
| 3.                                       | 12 november 2015                         | Marokko – Equatoriaal-Guinea             | 2 – 0                                    | Kwalificatie WK 2018                     |                                          |                                          |
| 4.                                       | 15 november 2015                         | Equatoriaal-Guinea – Marokko             | 1 – 0                                    | Kwalificatie WK 2018                     |                                          |                                          |
| 5.                                       | 29 maart 2016                            | Marokko – Kaapverdië                     | 2 – 0                                    | Kwalificatie Afrika Cup 2017             |                                          |                                          |
| 6.                                       | 27 mei 2016                              | Marokko – Congo-Brazzaville              | 2 – 0                                    | Vriendschappelijk                        | 4', 55'                                  |                                          |
| 7.                                       | 3 juni 2016                              | Libië – Marokko                          | 1 – 1                                    | Kwalificatie Afrika Cup 2017             |                                          |                                          |
| Als speler bij Ajax                      |                                          |                                          |                                          |                                          |                                          |                                          |
| 8.                                       | 4 september 2016                         | Marokko – Sao Tomé en Principe           | 2 – 0                                    | Kwalificatie Afrika Cup 2017             | 55'                                      |                                          |
| 9.                                       | 11 oktober 2016                          | Marokko – Canada                         | 4 – 0                                    | Vriendschappelijk                        | 65', 81'                                 |                                          |
| 10.                                      | 1 september 2017                         | Marokko – Mali                           | 6 – 0                                    | Kwalificatie WK 2018                     | 19', 61'                                 | Assist                                   |
| 11.                                      | 5 september 2017                         | Mali – Marokko                           | 0 – 0                                    | Kwalificatie WK 2018                     |                                          |                                          |
| 12.                                      | 7 oktober 2017                           | Marokko – Gabon                          | 3 – 0                                    | Kwalificatie WK 2018                     |                                          |                                          |
| 13.                                      | 11 november 2017                         | Ivoorkust – Marokko                      | 0 – 2                                    | Kwalificatie WK 2018                     |                                          | Assist                                   |
| 14.                                      | 23 maart 2018                            | Servië - Marokko                         | 1 - 2                                    | Vriendschappelijk                        | 29'                                      | Assist                                   |
| 15.                                      | 27 maart 2018                            | Marokko - Oezbekistan                    | 2 - 0                                    | Vriendschappelijk                        |                                          |                                          |
| 16.                                      | 31 mei 2018                              | Marokko - Oekraïne                       | 0 - 0                                    | Vriendschappelijk                        |                                          |                                          |
| 17.                                      | 4 juni 2018                              | Marokko - Slowakije                      | 2 - 1                                    | Vriendschappelijk                        |                                          | Assist                                   |
| 18.                                      | 10 juni 2018                             | Estland - Marokko                        | 1 - 3                                    | Vriendschappelijk                        | 38'                                      |                                          |
| 19.                                      | 15 juni 2018                             | Marokko - Iran                           | 0 - 1                                    | Wereldkampioenschap 2018                 |                                          |                                          |
| 20.                                      | 20 juni 2018                             | Portugal - Marokko                       | 1 - 0                                    | Wereldkampioenschap 2018                 |                                          |                                          |
| 21.                                      | 25 juni 2018                             | Spanje - Marokko                         | 2 - 2                                    | Wereldkampioenschap 2018                 |                                          |                                          |
| 22.                                      | 8 september 2018                         | Marokko - Malawi                         | 3 - 0                                    | Kwalificatie Afrika Cup 2019             | 3'                                       |                                          |
| 23.                                      | 16 november 2018                         | Marokko - Kameroen                       | 2 - 0                                    | Kwalificatie Afrika Cup 2019             | 54', 66'                                 |                                          |
| 24.                                      | 22 maart 2019                            | Malawi - Marokko                         | 0 - 0                                    | Vriendschappelijk                        |                                          |                                          |
| 25.                                      | 12 juni 2019                             | Marokko - Gambia                         | 0 - 1                                    | Vriendschappelijk                        |                                          |                                          |
| 26.                                      | 16 juni 2019                             | Marokko - Zambia                         | 2 - 3                                    | Vriendschappelijk                        | 24', 55'                                 |                                          |
| 27.                                      | 23 juni 2019                             | Marokko - Namibië                        | 1 - 0                                    | Afrika Cup 2019                          |                                          |                                          |
| 28.                                      | 28 juni 2019                             | Marokko - Ivoorkust                      | 1 - 0                                    | Afrika Cup 2019                          |                                          |                                          |
| 29.                                      | 1 juli 2019                              | Marokko - Zuid-Afrika                    | 1 - 0                                    | Afrika Cup 2019                          |                                          |                                          |
| 30.                                      | 4 juli 2019                              | Marokko - Benin                          | 1 - 1 (P.1-4)                            | Afrika Cup 2019                          |                                          |                                          |
| 31.                                      | 6 september 2019                         | Marokko - Burkina Faso                   | 1 - 1                                    | Vriendschappelijk                        |                                          |                                          |
| 32.                                      | 10 september 2019                        | Marokko - Niger                          | 1 - 0                                    | Vriendschappelijk                        |                                          |                                          |
| 33.                                      | 15 november 2019                         | Marokko – Mauritanië                     | 0 – 0                                    | Kwalificatie Afrika Cup 2020             |                                          |                                          |
| 34.                                      | 19 november 2019                         | Burundi – Marokko                        | 0 – 3                                    | Kwalificatie Afrika Cup 2020             |                                          |                                          |
| Als speler bij Chelsea                   |                                          |                                          |                                          |                                          |                                          |                                          |
| 35.                                      | 9 oktober 2020                           | Marokko – Senegal                        | 3 – 0                                    | Vriendschappelijk                        |                                          | Assist                                   |
| 36.                                      | 13 november 2020                         | Marokko – Centraal-Afrikaanse Republiek  | 4 – 1                                    | Kwalificatie Afrika Cup 2020             | 31', 33'                                 | Assist                                   |
| 37.                                      | 17 november 2020                         | Centraal-Afrikaanse Republiek – Marokko  | 0 – 2                                    | Kwalificatie Afrika Cup 2020             | 39'                                      | Assist                                   |
| 38.                                      | 26 maart 2021                            | Mauritanië – Marokko                     | 0 – 0                                    | Kwalificatie Afrika Cup 2020             |                                          |                                          |
| 39.                                      | 30 maart 2021                            | Marokko – Burundi                        | 1 – 0                                    | Kwalificatie Afrika Cup 2020             |                                          |                                          |
| 40.                                      | 8 juni 2021                              | Marokko – Ghana                          | 1 – 0                                    | Vriendschappelijk                        |                                          |                                          |
| 41.                                      | 12 juni 2021                             | Marokko – Burkina Faso                   | 1 – 0                                    | Vriendschappelijk                        |                                          |                                          |

## Erelijst
| Competitie            |          |          |          |          |
| Competitie            | Aantal   | Jaren    |          |          |
| AFC Ajax              | AFC Ajax | AFC Ajax | AFC Ajax | AFC Ajax |
| --------------------- | -------- | -------- | -------- | -------- |
| Eredivisie            | 1x       | 2018/19  |          |          |
| KNVB Beker            | 1x       | 2018/19  |          |          |
| Johan Cruijff Schaal  | 1x       | 2019     |          |          |
| Chelsea               |          |          |          |          |
| UEFA Champions League | 1x       | 2020/21  |          |          |
| UEFA Super Cup        | 1x       | 2021     |          |          |
| FIFA Club World Cup   | 1x       | 2021     |          |          |
| Galatasaray           |          |          |          |          |
| Süper Kupa            | 1x       | 2023     |          |          |
| Süper Lig             | 1x       | 2023/24  |          |          |

Individueel
- Lion d'Or (Afrikaans voetballer van het Jaar): 2018
- Mars d'Or (Marokkaans voetballer van het Jaar): 2016, 2019
- Eredivisie Top Assists: 2014/15, 2015/16, 2016/17, 2017/18, 2018/19
- Eredivisie Team van het Jaar: 2015/16, 2016/17, 2017/18, 2018/19
- Eredivisie Speler van de Maand: oktober 2018, augustus 2019
- Eredivisie Beste Speler: 2015/16, 2017/18, 2018/19
- Ajax Speler van het Jaar: 2017/18, 2018/19, 2019/20
- Ajax Doelpunt van het seizoen: 2019/20
- Heerenveen Speler van het Jaar: 2013/14
- Twente Speler van het Jaar: 2014/15
- Nederlands voetballer van het Jaar: 2017/18
- UEFA Champions League Elftal van het Seizoen: 2018/19
- France Football Team van het Jaar in Afrika: 2018, 2019, 2020
- CAF Team van het Jaar: 2019
- IFFHS Team van het Jaar in Afrika: 2020